# Potenziale standard di riduzione

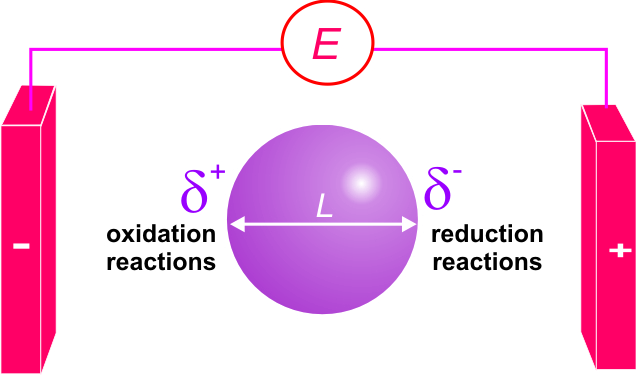
Elettrochimica bipolare

Il potenziale di riduzione standard (abbreviato Eo) è il potenziale elettrodico riferito all'elettrodo standard a idrogeno (a cui viene assegnato un potenziale Eo= 0,00 V) e misurato nello stato standard: alla pressione di 1 bar, ossia 100 kPa e ad attività unitaria. Nella maggior parte dei casi è possibile approssimare l'attività unitaria (a=1) con la concentrazione molare unitaria (concentrazione 1 M per ogni reagente e prodotto).
In biochimica, e più in generale in biologia, si è soliti definire il potenziale standard di riduzione a pH= 7 (pH dei sistemi biologici). Tale grandezza viene indicata come E' 0 .

## Descrizione
Il potenziale standard di un elettrodo Eo e l'energia libera di Gibbs sono legati dall'equazione:
{\displaystyle \operatorname {\Delta } G^{\circ }=-nF\Delta E^{\circ }}
dove:
- {\displaystyle \Delta G^{\circ }} è l'energia libera di Gibbs allo stato standard (in J/mol);
- n sono le moli di elettroni per mole di prodotti;
- F è la costante di Faraday, pari a circa 96485 C/mol.

Se la riduzione avviene in maniera spontanea il potenziale standard risulta positivo (essendo {\displaystyle \Delta G<0} per un processo spontaneo), mentre se la riduzione avviene in maniera non spontanea il potenziale standard risulta negativo (essendo {\displaystyle \Delta G>0} per un processo non spontaneo).
I potenziali standard dell'elettrodo possono essere ottenuti per: 
- potenziali dell'elettrodo misurati sperimentalmente e ricalcolati con l'equazione di Nernst (soltanto per reazioni reversibili);
- calcolo dell'energia libera di Gibbs della semireazione.

La valutazione dei potenziali standard è molto utile per determinare se una reazione redox possa avvenire in condizioni spontanee o meno. Le specie chimiche che possiedono potenziale più alto tendono a ossidare quelle a potenziale più basso: ad esempio l'acido cloridrico è in grado di ossidare (ox) la limatura di ferro in quanto H+, con potenziale di 0 V, è in grado di acquisire elettroni dal ferro, che possiede potenziale -0,41 V, producendo idrogeno gassoso e ioni Fe2+.

## Valori di potenziali standard
Nella tabella seguente vengono indicati alcuni valori dei potenziali standard:
| Catodo                                             | Potenziale di riduzione standard {\displaystyle E^{\circ }[\mathrm {V} ]} |
| -------------------------------------------------- | ------------------------------------------------------------------------- |
| 3N2 + 2H+ + 2e− → 2HN3                             | −3,09                                                                     |
| Li+(aq) + e− → Li(s)                               | −3,04                                                                     |
| Rb+ + e− → Rb(s)                                   | −2,98                                                                     |
| K+(aq) + e− → K(s)                                 | −2,93                                                                     |
| Cs+(aq) + e− → Cs(s)                               | −2,92                                                                     |
| Ba2+(aq) + 2e− → Ba(s)                             | −2,91                                                                     |
| Sr2+(aq) + 2e− → Sr(s)                             | −2,89                                                                     |
| Ca2+(aq) + 2e− → Ca(s)                             | −2,76                                                                     |
| Na+(aq) + e− → Na(s)                               | −2,71                                                                     |
| Mg(OH)2 + 2e− → Mg + 2OH−                          | −2,69                                                                     |
| Mg2+(aq) + 2e− → Mg(s)                             | −2,38                                                                     |
| H2AlO3−(aq) + H2O + 3e− → Al(s) + 4OH−             | −2,35                                                                     |
| N2(g) + 2H2O + 4H+ + 2e− → 2NH3OH+(aq)             | −1,87                                                                     |
| Al3+(aq) + 3e− → Al(s)                             | −1,66                                                                     |
| HPO32−(aq) + 2H2O + 2e− → H2PO2−(aq) + 3OH−        | −1,65                                                                     |
| ZnO2−(aq) + 2H2O + 2e− → Zn(s) + 4OH−              | −1,22                                                                     |
| CrO2−(aq) + 2H2O + 3e− → Cr(s) + 4OH−              | −1,20                                                                     |
| Mn2+(aq) + 2e− → Mn(s)                             | −1,19                                                                     |
| 2SO3=(aq) + 2H2O + 2e− → S2O4=(aq) + 4OH−          | −1,12                                                                     |
| PO43−(aq) + 2H2O + 2e− → HPO32−(aq) + 2OH−         | −1,05                                                                     |
| Sn(OH)62−(aq) + 2e− → HSnO2−(aq) + 3OH− + H2O      | −0,93                                                                     |
| SO42−(aq) + H2O + 2e− → SO32−(aq) + 2OH−           | −0,93                                                                     |
| Cr2+(aq) + 2e− → Cr(s)                             | −0,91                                                                     |
| Ti3+(aq) + e− → Ti2+(aq)                           | −0,90                                                                     |
| TiO2(s) + 4H+ + 4e− → Ti(s) + 2H2O                 | −0,86                                                                     |
| 2H2O(l) + 2e− → H2(g) + 2OH−(aq)                   | −0,828                                                                    |
| Zn2+(aq) + 2e− → Zn(s)                             | −0,762                                                                    |
| Cr3+(aq) + 3e− → Cr(s)                             | −0,74                                                                     |
| AsO43−(aq) + 2H2O + 2e− → AsO2−(aq) + 4OH−         | −0,71                                                                     |
| PbO(s) + H2O + 2e− → Pb(s) + 2OH−                  | −0,576                                                                    |
| Fe(OH)3(s) + e− → Fe(OH)2(s) + OH−                 | −0,56                                                                     |
| 2CO2(g) + 2H+ + 2e− → H2C2O4(s)                    | −0,49                                                                     |
| S(s) + H2O + 2e− → HS−(l) + OH−                    | −0,48                                                                     |
| S(s) + 2e− → S2−(aq)                               | −0,476                                                                    |
| Fe2+(aq) + 2e− → Fe(s)                             | −0,41                                                                     |
| Cd2+(aq) + 2e− → Cd(s)                             | −0,40                                                                     |
| Co2+(aq) + 2e− → Co(s)                             | −0,28                                                                     |
| Ni2+(aq) + 2e− → Ni(s)                             | −0,257                                                                    |
| Sn2+(aq) + 2e− → Sn(s)                             | −0,14                                                                     |
| Pb2+(aq) + 2e− → Pb(s)                             | −0,13                                                                     |
| Fe3+(aq) + 3e− → Fe(s)                             | −0,04                                                                     |
| 2H+(aq) + 2e− → H2(g)                              | 0,00                                                                      |
| Sn4+(aq) + 2e− → Sn2+(aq)                          | 0,15                                                                      |
| Cu2+(aq) + e− → Cu+(aq)                            | 0,16                                                                      |
| ClO4−(aq) + H2O(l) + 2e− → ClO3−(aq) + 2OH−(aq)    | 0,17                                                                      |
| S4O62−(aq) + 2e− → 2S2O32−(aq)                     | 0,2                                                                       |
| AgCl(s) + e− → Ag(s) + Cl−(aq)                     | 0,22                                                                      |
| Cu2+(aq) + 2e− → Cu(s)                             | 0,34                                                                      |
| ClO3−(aq) + H2O(l) + 2e− → ClO2−(aq) + 2OH−(aq)    | 0,35                                                                      |
| IO−(aq) + H2O(l) + 2e− → I−(aq) + 2OH−(aq)         | 0,49                                                                      |
| Cu+(aq) + e− → Cu(s)                               | 0,52                                                                      |
| I2(s) + 2e− → 2I−(aq)                              | 0,54                                                                      |
| ClO2−(aq) + H2O(l) + 2e− → ClO−(aq) + 2OH−(aq)     | 0,59                                                                      |
| Fe3+(aq) + e− → Fe2+(aq)                           | 0,77                                                                      |
| Hg22+(aq) + 2e− → 2Hg(l)                           | 0,80                                                                      |
| Ag+(aq) + e− → Ag(s)                               | 0,80                                                                      |
| Hg2+(aq) + 2e− → Hg(l)                             | 0,85                                                                      |
| ClO−(aq) + H2O(l) + 2e− → Cl−(aq) + 2OH−(aq)       | 0,90                                                                      |
| 2Hg2+(aq) + 2e− → Hg22+(aq)                        | 0,90                                                                      |
| NO3−(aq) + 4H+(aq) + 3e− → NO(g) + 2H2O(l)         | 0,96                                                                      |
| Br2(l) + 2e− → 2Br−(aq)                            | 1,07                                                                      |
| O2(g) + 4H+(aq) + 4e− → 2H2O(l)                    | 1,23                                                                      |
| Cr2O72−(aq) + 14H+(aq) + 6e− → 2Cr3+(aq) + 7H2O(l) | 1,33                                                                      |
| Cl2(g) + 2e− → 2Cl−(aq)                            | 1,36                                                                      |
| Ce4+(aq) + e− → Ce3+(aq)                           | 1,44                                                                      |
| MnO4−(aq) + 8H+(aq) + 5e− → Mn2+(aq) + 4H2O(l)     | 1,49                                                                      |
| H2O2(aq) + 2H+(aq) + 2e− → 2H2O(l)                 | 1,78                                                                      |
| Co3+(aq) + e− → Co2+(aq)                           | 1,82                                                                      |
| S2O82−(aq) + 2e− → 2SO42−(aq)                      | 2,01                                                                      |
| O3(g) + 2H+(aq) + 2e− → O2(g) + H2O(l)             | 2,07                                                                      |
| F2(g) + 2e− → 2F−(aq)                              | 2,87                                                                      |